# Readeat
Readeat — це мережа книгарень у Києві та книжковий сервіс онлайн із загальним асортиментом понад 40 000 видань.

## Історія
Засновник Readeat — Дмитро Феліксов, український підприємець, співзасновник квиткового оператора Concert.ua, концертного майданчика Origin Stage, музичного онлайн-медіа СЛУХ (slukh.media) та компанії VIRUS Music.
Дата старту проєкту — вересень 2023 року, коли в Києві на вул. Антоновича, 50 було відкрито першу книгарню Readeat. Наразі це флагманська книгарня мережі, де відбувається більшість ключових подій: презентації, зустрічі з авторами, відкриті мікрофони та музичні концерти. У січні 2025 року відбулася презентація книжки Ігоря Панасова «Океан Ельзи. 30 років у фотографіях та спогадах» за участі музикантів гурту «Океан Ельзи».
У березні 2024 року відкрилася друга книгарня Readeat на вул. Березневій, 12 (ЖК «Комфорт Таун»). Це книгарня домашнього типу для мешканців ЖК та їхніх гостей.
Також з 2024 у Київській Школі Державного Управління на вул. Добровольчих батальйонів, 10 працює книжковий корнер Readeat. Це автономна точка продажу книжок без продавців і консультантів, де людина може сама вибрати книжку та оплатити її на касі самообслуговування.

## Сервіс «Мої книжкомрії»
У січні 2025 року на сайті Readeat.com стартував проєкт «Мої книжкомрії», що позиціонується як сервіс бажанок і добрих книжкових справ. Суть сервісу в швидкому створенні та публікації вішлістів, які можна використовувати як для власних потреб (натякнути друзям на бажаний подарунок), так і в якості краудфандингової платформи для благодійних книжкових зборів.
У книгарні заявили, що в перші два тижні роботи сервісу було створено понад 16 000 вішлістів, у які додано понад 265 000 книжок.

## Безбар'єрність у Readeat
Восени 2024 року, щоб забезпечити доступ до флагманської книгарні відвідувачам на кріслах колісних, на вході встановили кнопку виклику персоналу, обладнали вхід мобільним пандусом та провели підготовку всіх співробітників з питань безбар'єрності та інклюзивності.
Навесні 2025 року спільно з фондом Future for Ukraine книгарні Readeat зробили простір більш інклюзивним, забезпечивши дитячу зону сенсорними іграшками та обтяженою ковдрою. А також підготували команду до роботи з відвідувачами у спектрі аутизму й отримали відзнаку дружнього середовища «Autism Friendly Space».

## Громадянська позиція
2024 року книгарня провела збір книжок для Маріупольського міського ліцею, який виїхав з окупації до Пущі-Водиці. Цього ж року в книгарнях Readeat збирали книжки для ліцею № 3 прифронтового міста Апостолове на Дніпропетровщині, а також Софіївського ліцею на Миколаївщині.
2024 року мережа Readeat доєдналася до проєкту «Книга на фронт» — для збору книжок українським військовим.
У січні 2025 року Readeat та фонд SavED разом запустили благодійну ініціативу «Шкільні книжкомрії» для шкільних бібліотек Чернігова, які постраждали під час війни.